# ميمرايز

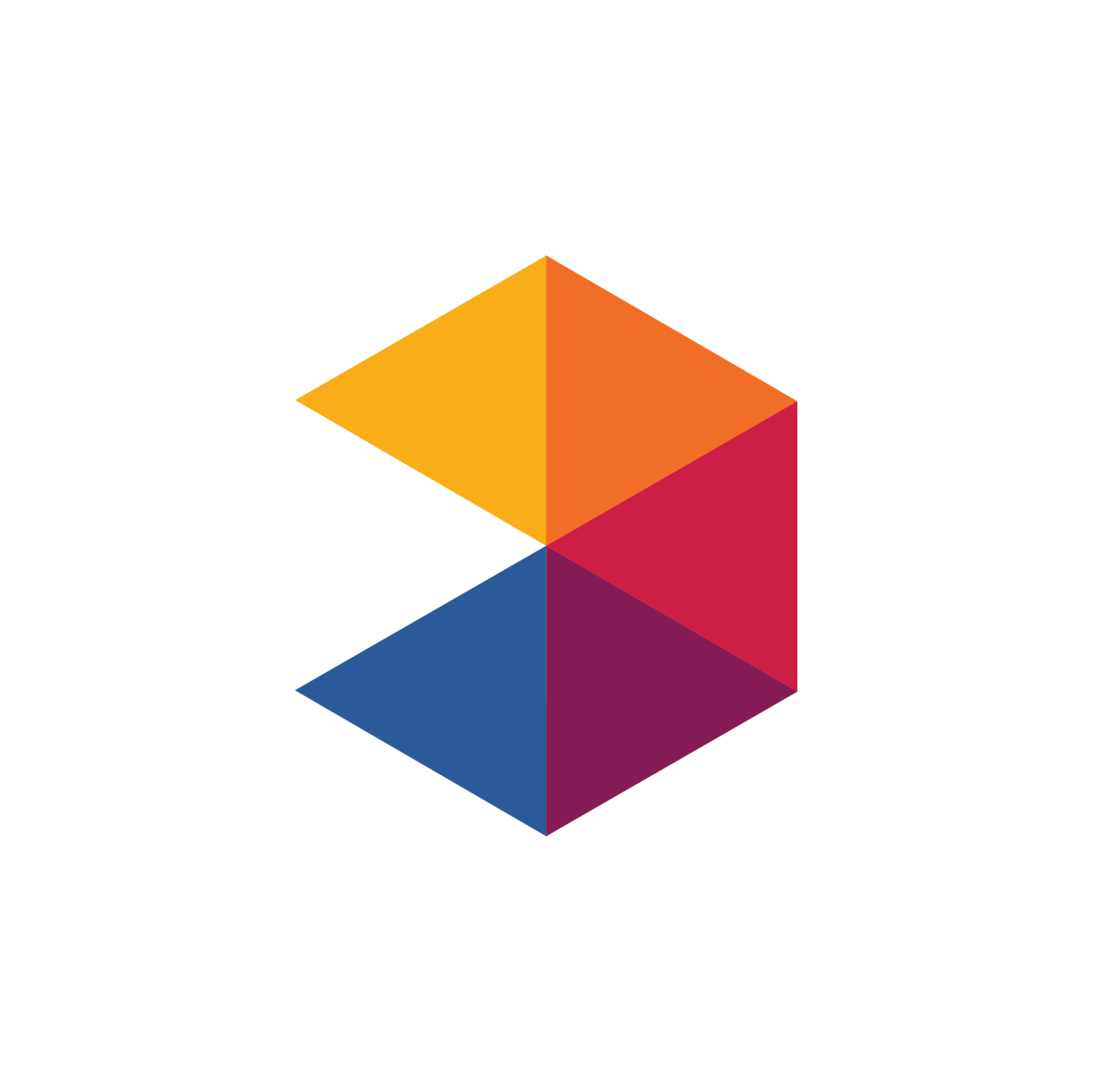
شعار الموقع ابتداء من 5 فبراير 2016

ميمرايز (بالإنجليزية: Memrise)‏ هو موقع لتعليم اللغات مجانًا على الإنترنت، يستخدم التكرار المتباعد، وله تطبيق على أندرويد وآي أو إس، ويقدم مزايا إضافية في الاشتراك المدفوع. يقع مقره في لندن، بالمملكة المتحدة.
يستعمل الموقع تقنية لحفظ الكلمات عبر تكرارها بطرق مختلفة، كما أن الكلمات متسلسلة حيث ان كل مرحلة تحتوي على مجموعة من الكلمات في نفس السياق. يتوفر الموقع على 150 درسا لتعليم 25 لغة.
الموقع يهدف أساسا لتعليم اللغة الإنجليزية ويضم ذلك 114 مرحلة تبدأ بالاساسيات والإنعات البسيطة وتنتهي بمراجعة عامة.
اعتبارًا من عام 2018، كان لدى التطبيق 35 مليون مستخدم مسجل. حقق الموقع أرباحًا منذ أواخر عام 2016، حيث بلغت مبيعاته 4 ملايين دولار شهريًا.

## التاريخ
أسّس ميمرايز إد كوك (Ed Cooke)، وجريج ديتر (Greg Detre)، عالم الأعصاب المتخصص في علم الذاكرة والنسيان. تم إطلاق الموقع في إصدار تجريبي خاص بعد الفوز في مسابقة (TigerLaunch) لعام 2009 من نادي برينستون لريادة الأعمال.
في 1 أكتوبر 2012، سُمح لـ 100 مستخدم بالتسجيل لاختبار إصدار غير تجريبي من موقع الويب يسمى (Memrise 1.0). اعتبارًا من مايو 2013، أصبح تطبيق ميمرايز متاحًا للتنزيل على كل من آب ستور وجوجل بلاي.
اعتبارًا من يناير 2020، تلقى التطبيق 21.8 مليون دولار من الاستثمارات في إجمالي 7 جولات أولية. تم تمويل ميمرايز من قبل 12 مستثمرًا.

## التكرار المتباعد
ميمرايز تُعلّم اللغات عبر التلعيب، مثل منافستها دولينجو. يستخدم ميمرايز التكرار المتباعد لتسريع اكتساب اللغة. التكرار المتباعد هو أسلوب تعليمي قائم على الأدلة يتضمن فترات زمنية متزايدة بين المراجعة اللاحقة للمواد التي تم تعلمها مسبقًا لاستغلال تأثير التباعد النفسي. ثبت أن استخدام التكرار المتباعد يزيد من معدل الحفظ.
على الرغم من أن المبدأ مفيد في العديد من السياقات، إلا أن التكرار المتباعد يتم تطبيقه بشكل شائع في السياقات التي يجب على المتعلم فيها اكتساب عدد كبير من العناصر والاحتفاظ بها في الذاكرة إلى أجل غير مسمى. لذلك، فهي مناسبة تمامًا لمشكلة اكتساب المفردات في سياق تعلم اللغة الثانية، نظرًا لحجم مخزون اللغة الهدف من كلمات الطبقة المفتوحة.

## الجوائز
في يوليو 2010، تم اختيار ميمرايز كأحد الفائزين في مسابقة لندن ميني سيدكامب. في نوفمبر 2010، تم اختيار الموقع كأحد المتأهلين للتصفيات النهائية تك كرانش لأفضل شركة ناشئة في أوروبا سنة 2010. في مارس 2011، تم اختيارها كواحدة من شركات (Techstars Boston) الناشئة. في مايو 2017، تم اختيار ميمرايز كأحد أفضل التطبيقات الفائزة في الإصدار الثاني من جوائز جوجل بلاي.

## انتقادات
اعتبارًا من أواخر فبراير 2019، تعرضت ميمرايز للكثير من الانتقادات بسبب الإعلان عن انتقال المحتوى الذي أنشأه المستخدم إلى نظام أساسي مختلف على الويب. أُعلن أن هذا الموقع الجديد لن يحتوي على تطبيق وأن المستخدمين لن يتمكنوا من الوصول إلى المواد الخاصة بهم دون اتصال بالإنترنت. رداً على ذلك، تم مهاجمة منتديات ميمرايز بمنشورات تنتقد ذلك بصفتها صفعة في وجه مستخدمي ميمرايز وصانعي المحتوى. وقد تبع هذا النقد على ريديت حيث دعا العديد من المستخدمين إلى الهجرة إلى منصات منافسة. في 25 فبراير 2020، وكردّ على الانتقادات، قرّرت ميمرايز التراجع عن الانقسام (أي إغلاق الطوابق ودمج محتواها مرة أخرى في موقع ميمرايز الرئيسي).
في أواخر سبتمبر 2012، تم تعليق قائمة المتصدرين على الموقع مؤقتًا بسبب «الغش الشامل». كان مستخدمون محددون يستخدمون الروبوتات والآليات غير المكثفة، مثل دورات ذاكرة صور المشاهير، لتحقيق درجات غير نمطية لا تعكس التعلم الفعلي. رداً على ذلك، أنشأ المسؤولون لوحة صدارة جديدة بعد مراجعة سجل الثغرات.